# قنديل أعماق البحار
قنديل أعماق البحار (بالإنجليزية: Coronatae) من طائفة الفنجانيات ، تعيش في أعماق البحار في الظلام في أعماق كبيرة . يعرف منها 57 نوع .

## مناطق وجوده
يعيش قنديل أعماق البحار في أعماق متوسطة ومنها ما يعيش في البحار العميقة في المناطق الاستوائية والقريبة من الاستوائية .

## خصائصه

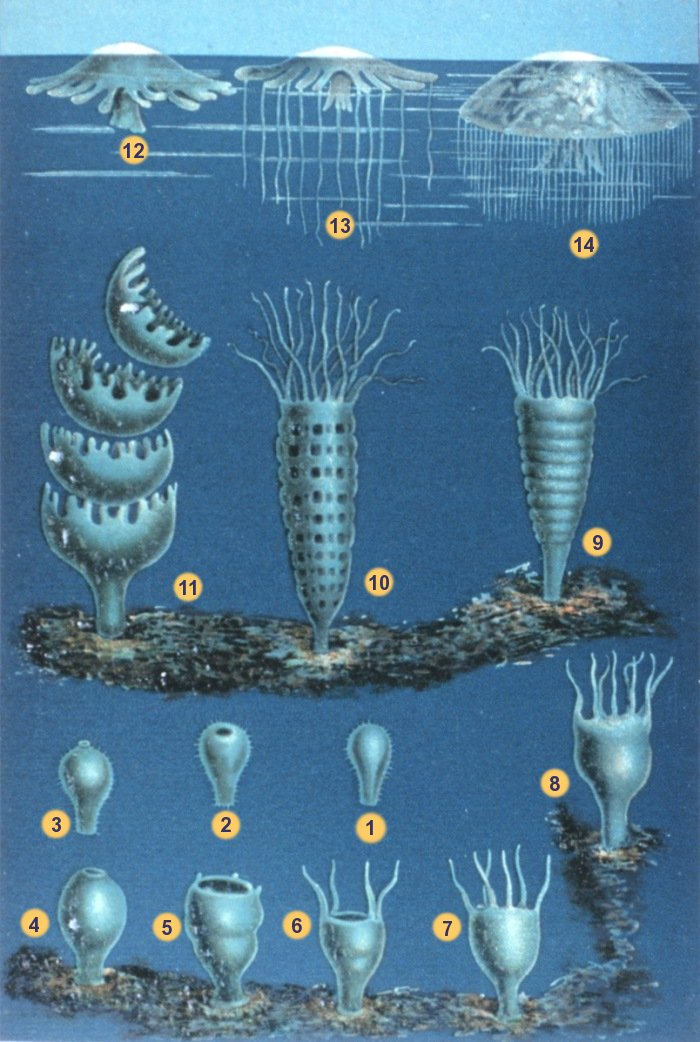
دورة حياة الفنجانيات:
1–8: التصاق اليرقة والتحول إلى مديخ
9–11: انحسار البوليب والانفصال عن القاعدة
12–14: تحول المديخ (بوليب) إلى قنديل كامل

معظم أنواع قناديل أعماق البحار تتكاثر لاجنسيا وهي تنمو من مديخ (بوليب) إلى القنديل البحري الكامل أو الفنجانيات ؛ فهي تنتمي إلى مملكة الحيوان . بعض من أنواعها يظل طوال حياته في طور اليرقة.
يوصف قنديل أعماق البحر بأن له لوامس طولية من كيتين .
.
ويتكون جسمها الرخو الذي يكون في شكل مظلة أو فنجان من جسم قرصي رباعي التناظر ذات أربعة جيوب هضمية متصلة بعضها البعض كفصوص.
وفي كل فص توجد مجموعة من العضلات . يخرج من الرأس لوامس طويلة و يمتلك في داخله قناة أنبوبية تنتهي في الأربعة جيوب هضمية.

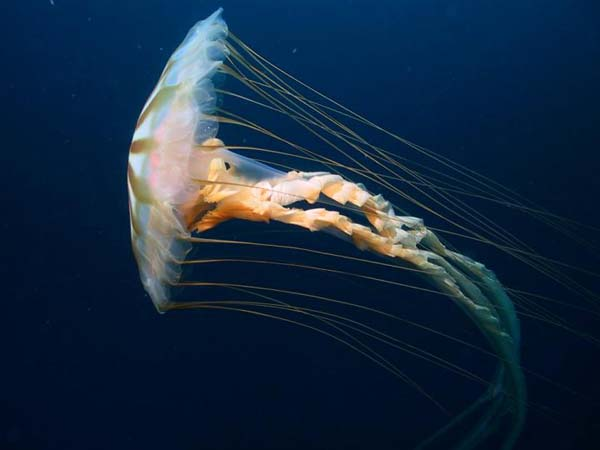

ينشأ جيل قنديل البحر خلال عملية تكاثر لاجنسية Strobilation ينقسم فيها الجسم الرخو في هيئة المديخ وينفصل عنه كقرص صغير ، يتحول القرص بعد ذلك إلى يرقة . وتنمو اليرقات بعد انفصالها من المديخ في الماء ، وتتحول بعد ذلك حيوان بالغ جنسيا. قد يكبر الجسم حتى يصبح قطره 38 سنتيمتر . أغلب قناديل أعماق البحار تكون بنفسجية اللون أو أحمر غامق أو بني غامق ، وكلما كانت معيشتها في أعماق سحيقة كلام زادت درجة إسودادها.

## معيشته
تترك معظم القناديل الكاملة Meduse بويضاتها حرة في الماء ثم تموت . ويحدث التخصيب بينها في المياه حتى تتكون اليرقات . وتبحث اليرقات على مستقر لها وتتحول إلى مديخ (بوليب) لاطيء .
. يمكن لقنديل البحر التكاثر بالخلط الجنسي أو تكاثر لاجنسي ؛ في التكاثر اللاجنسي ينفصل جزء من الحيوان ويبدأ بالتغير إلى بوليب وينمو .
. نوع من قناديل أعماق البحار الذي يتكاثر تكاثرا لاجنسيا فقط هو النوع Nausithoe planulophora.

## قائمة العائلات
| رصد السجل العالمي للأحياء المائية في 13 يناير 2015 العائلات التالية لقنديل أعماق البحار: - عائلة Atollidae Bigelow, 1913 نوع واحد - عائلة Atorellidae—نوعين - عائلة Linuchidae—نوعين - عائلة Nausithoidae (Claus, 1883) -- ثلاثة أنواع - عائلة Paraphyllinidae—نوع واحد - عائلة Periphyllidae أربعة أنواع |

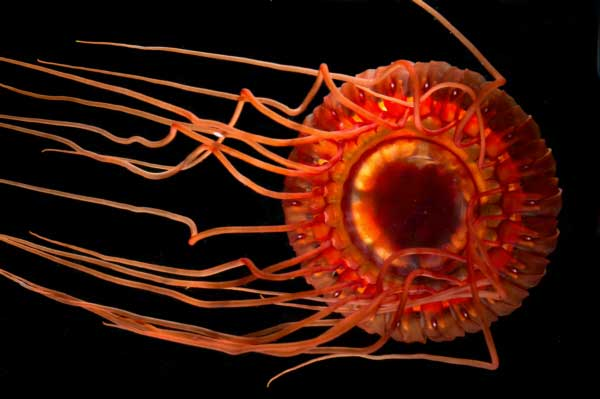
Atolla wyvillei
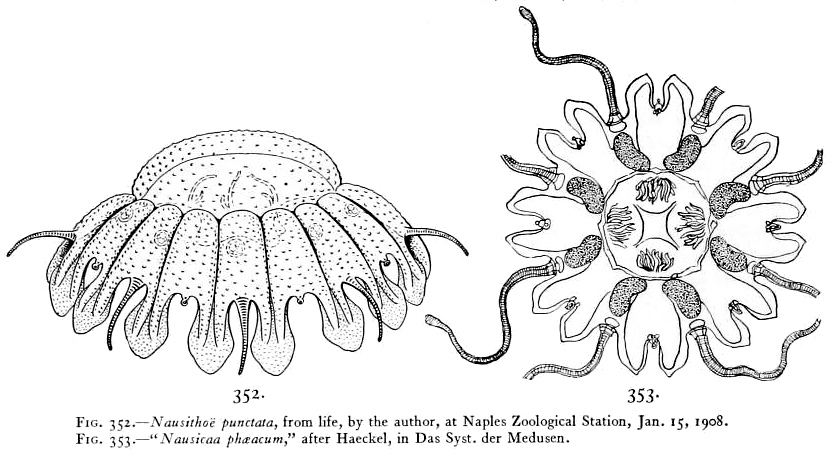
Nausithoe punctata
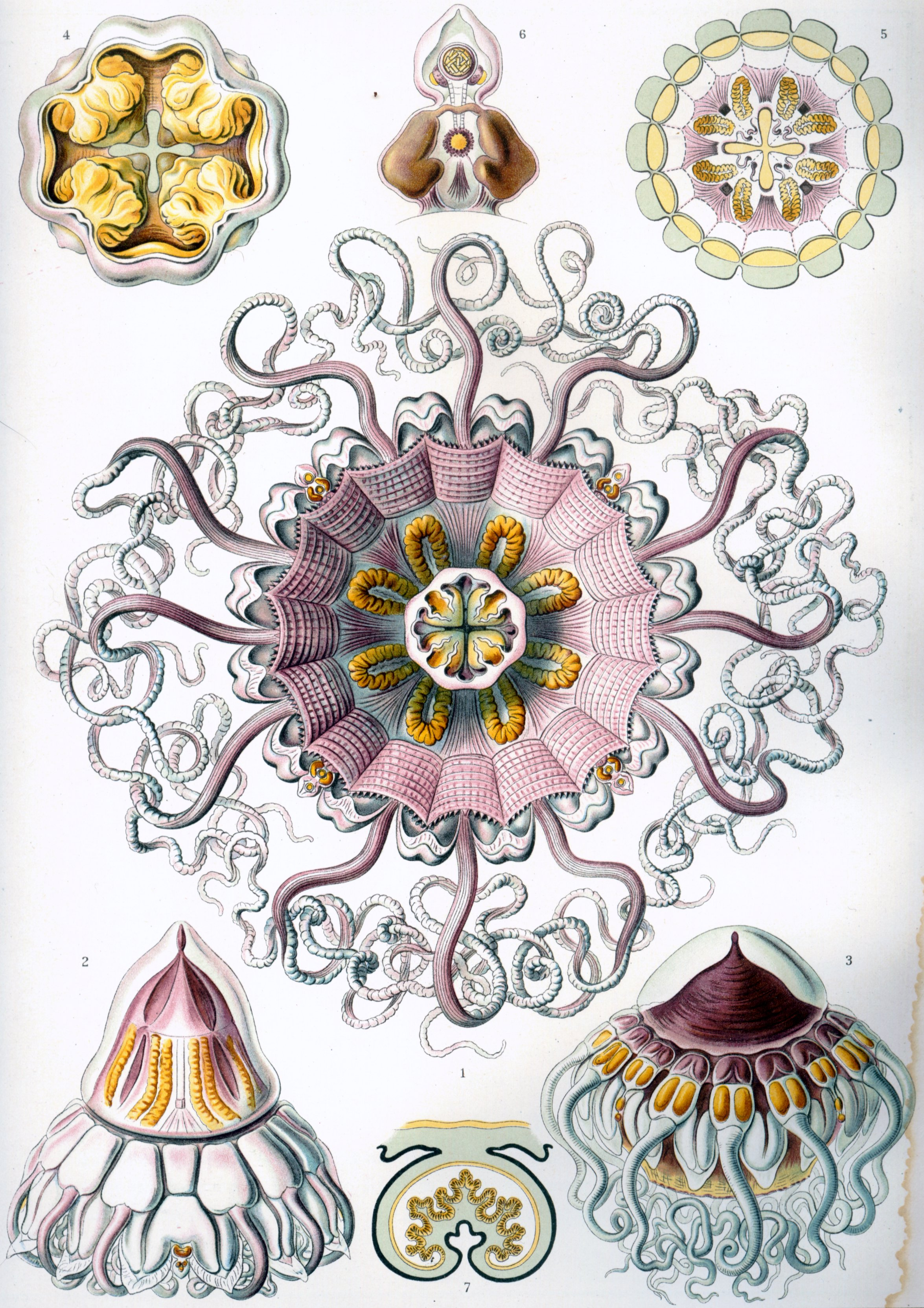
Periphylla periphylla

## وصلات خارجية
- Integrated Taxonomic Information System: [(بالfr+en) مرجع نظام المعلومات التصنيفية المتكامل (ITIS) : TSN {{{1}}} Coronatae]

## اقرأ أيضا
- سمك أعماق البحار
- بربوط أعماق البحار
- أبو الشص
- زنبق البحر